# Willy´s Wonderland
Willy's Wonderland (conocida como El mundo maravilloso de Willy en Hispanoamérica) es una película estadounidense de acción y comedia de terror de 2021 dirigida por Kevin Lewis a partir de un guion escrito por G. O. Parsons. La película está protagonizada por Nicolas Cage, quien también se desempeña como productor, junto con Emily Tosta, Ric Reitz, Chris Warner, Kai Kadlec, Christian Del Grosso, Caylee Cowan, Terayle Hill, Jonathan Mercedes, David Sheftell y Beth Grant.
La trama sigue a un vagabundo tranquilo que es engañado para limpiar un centro de entretenimiento familiar abandonado, mientras es perseguido por ocho personajes animatrónicos poseídos por las almas de un asesino caníbal y sus siete acólitos psicóticos.
El proyecto se anunció en octubre de 2019 y el guionista Parsons concibió la idea. Llamó la atención de Cage, quien aceptó participar como actor y productor. Lewis fue contratado como director en diciembre de 2019, mientras que el elenco se unió en febrero de 2020.
Willy's Wonderland estaba originalmente programado para estrenarse en cines a nivel mundial el 30 de octubre de 2020, pero se pospuso en respuesta a la pandemia de COVID-19. En cambio, fue lanzado a través de video on-demand, con un estreno simultáneo limitado en cines en los Estados Unidos, el 12 de febrero de 2021 por Screen Media Films. La película recibió críticas generalmente positivas de los críticos, con elogios por la actuación de Cage y los movimientos realistas de los animatrónicos, pero con algunas críticas por su trama y personajes.

## Argumento
Un hombre misterioso, del cual no se sabe nada, queda varado en el remoto Hayesville, Nevada cuando su vehículo se avería después de atropellar una franja de púas. Es recogido por el mecánico Jed Love, quien lo lleva a Willy's Wonderland, un centro de entretenimiento familiar abandonado que alguna vez tuvo éxito. El propietario, Tex Macadoo, le ofrece trabajar como conserje en el turno de noche a cambio de reparar su vehículo. Mientras tanto, la adolescente Liv Hawthorne es esposada por su cuidadora y la sheriff de Hayesville, Eloise Lund, debido a sus intentos anteriores de prender fuego al lugar. Cuando Lund se va, los amigos de Liv, Chris, Kathy, Aaron, Bob y Dan, vienen y la sueltan.
Mientras el conserje comienza sus tareas de limpieza, Tex y Jed se van hasta la mañana siguiente, no sin antes dejarlo encerrado en el edificio. Las ocho  mascotas animatrónicas del restaurante, ahora marchitas, Willy la Comadreja, Arty el Caimán, Cammy la Camaleón, Ozzie el Avestruz, Tito la Tortuga, el Caballero Knighty, Gus el Gorila y la Sirena Sara, se revelan vivas y agresivas. Ozzie el Avestruz ataca al conserje, quien golpea a Ozzie hasta matarlo con un trapeador.
Liv y sus amigos llegan a Willy's Wonderland, rociando el perímetro con gasolina hasta que Liv decide entrar por las rejillas de ventilación para sacar al conserje. En el interior, el conserje es atacado por Gus el Gorila en los baños. El Conserje logra matar a Gus golpeando su cara en un urinario. En las rejillas de ventilación, Arty el Caimán persigue a Liv, pero ella escapa a una habitación con temática de hadas donde la Sirena Sara la ataca. Liv logra defenderse de Sara con un cuchillo y se encuentra con el conserje.
El Conserje ignora las advertencias de Liv sobre los animatrónicos y se niega a abandonar el edificio. Afuera, los adolescentes trepan al techo, el cual se derrumba, con lo que caen dentro del edificio. Mientras el Conserje limpia la cocina, Liv explica que Willy's Wonderland fue originalmente propiedad de Jerry Robert Willis, un notorio asesino en serie, y sus socios psicóticos caníbales, que a menudo asesinaban a familias desprevenidas por placer. Finalmente descubiertos por la policía, realizaron un  ritual satánico para  transferir sus almas a los personajes animatrónicos. Varios animatrónicos cobran vida y comienzan a atacar al grupo.
El Caballero Caballeroso empala a Aaron con su espada mientras la Sirena Sara y Tito la Tortuga persiguen y devoran a Dan. Arty el Caimán mata a Kathy y a Bob. El Conserje logra matar tanto a Knighty como a Arty con la ayuda de Liv. Acosado por Cammy la Camaleón en una sala de juegos, Chris llama a la sheriff Lund en busca de ayuda. Ella va allí con el alguacil Evan Olson al descubrir que Liv está en el restaurante. En el camino, Lund le revela a Evan que después de que Willy's Wonderland fuera cerrado, los animatrónicos continuaron asesinando a personas alrededor de Hayesville hasta que ella, Tex y Jed hicieron un trato con ellos. A lo largo de los años, engañaron a personas para que limpiaran el lugar, ofreciéndolos como  sacrificios a los animatrónicos. Los padres de Liv estaban entre las víctimas, y una sheriff Lund culpable la adoptó.
En la sala de juegos, Cammy rompe el cuello de Chris con su lengua y lo mata. Liv y el Conserje someten a Cammy e intentan irse, solo para ser detenidos por la sheriff Lund y Evan. Lund esposa al conserje y lo deja morir mientras Evan se lleva a Liv. Mientras conduce, Evan es atacado y asesinado por un polizón Tito mientras Liv escapa. De vuelta en el restaurante, el Conserje mata a Cammy y hiere a Sara. Enfurecida, la sheriff Lund intenta atraer a Willy la Comadreja para que mate al conserje, solo para que Willy cobre vida y la parta por la mitad. Willy y el conserje luchan entre sí hasta que el conserje le arranca la cabeza a Willy y lo mata. 
A la mañana siguiente, Tex y Jed regresan al edificio y lo encuentran completamente limpio, con los animatrónicos destruidos. El Conserje recibe su vehículo reparado e invita a Liv a acompañarlo. Mientras Tex y Jed discuten la planificación para reabrir Willy's Wonderland, la Sirena Sara aparece de repente y prende fuego a su coche con gasolina. Los tres mueren en una explosión que también destruye el edificio. A medida que sale el sol, el conserje y Liv salen de la ciudad, y chocan y destruyen a Tito la Tortuga con el auto en el camino.
La película termina con una pequeña animación de Willy diciéndole al público que la fiesta nunca termina.

## Reparto
- Nicolas Cage como el conserje.
- Emily Tosta como Liv Hawthorne.
- Beth Grant como Sheriff Eloise Lund.
- David Sheftell como el diputado Evan Olson.
- Ric Reitz como Tex Macadoo.
- Chris Warner como Jed Love.
- Kai Kadlec como Chris Muley.
- Caylee Cowan como Kathy Barnes.
- Terayle Hill como Bob McDaniel.
- Christian Del Grosso como Aaron Powers.
- Jonathan Mercedes como Dan Lorraine.
- Grant Cramer como Jerry Robert Willis.
- Chris Padilla como Jim Hawthorne.
- Olga Cramer como Judy Hawthorne.
- Kamia Arrington como la joven Liv.
- Jiri Stanek como Willy la Comadreja (con traje).
- Émoi como la voz de Willy la Comadreja.
- Billy Bussey como Gus el Gorila (con traje).
- Mark Gagliardi como la voz de Gus el Gorila.
- Taylor Towery como Cammy la Camaleón (en traje).
- Madisun Leigh como la voz de Cammy la Camaleón.
- Chris Schmidt Jr. como Tito la Tortuga (en traje).
- B. J. Guyer como Ozzie el Avestruz (en traje).
- Abel Arias como las voces de Tito la Tortuga y Ozzie el Avestruz.
- Jessica Graves Davis como la Sirena Sara (en traje y voz).
- Duke Jackson como el Caballero Knighty.
- Christopher Bradley como Arty el Caimán.

## Producción

### Desarrollo
La película fue anunciada por primera vez en octubre de 2019 por Screen Media Films después de que se le recomendara al guionista y productor G. O. Parsons que creara una película para expandir su carrera, pero no estaba satisfecho con su primer intento, un cortometraje de 1 minuto titulado Wally's Wonderland. Parsons puso el guion en Blood List, buscando que se produjera como un largometraje. Poco después, Deadline Hollywood confirmó que Nicolas Cage se había unido al elenco después de que el guion, que se hizo popular en el sitio, llamara su atención. Cage también acordó producir la película junto con los productores Jeremy Davis de JD Entertainment y el veterano actor convertido en productor Grant Cramer de Landafar Entertainment, en colaboración con Mike Nilon de Cage's Saturn Films. Kevin Lewis fue contratado como director, mientras que el elenco, incluidos Emily Tosta, Beth Grant y Ric Reitz, se unieron en febrero de 2020.
Después del anuncio, la película recibió un pequeño culto, y muchos la compararon con la serie de videojuegos Five Nights at Freddy's, aunque Parsons y Lewis niegan cualquier parecido. La máquina de pinball personalizada que aparece en la película se basó en la mesa Gottlieb Devil's Dare de 1982. También se realizaron ciertos cambios durante la producción; el título se cambió de Wally's Wonderland a Willy's Wonderland debido a problemas legales, mientras que los personajes animatrónicos originales Douglas Dog, Pauly Penguin, Beary Bear, Pirate Pete y Regina Rabbit fueron reemplazados por Arty Alligator, Tito Turtle, Gus Gorilla, Knighty Knight y Cammy Chameleon.

### Rodaje
La fotografía principal comenzó en febrero de 2020 durante un mes en varias partes de Atlanta, Georgia. El equipo utilizó un área de bowling desolada en el centro comercial Sprayberry Crossing en East Cobb, Marietta para representar el ficticio Willy's Wonderland, estableciendo un enorme campamento base con instalaciones de alojamiento para los miembros del elenco debido a la pandemia de COVID-19. Los efectos especiales de la película fueron realizados por la diseñadora de producción Molly Coffee, cuya experiencia en el diseño y la fabricación con títeres ayudaron a crear el movimiento visual y la apariencia de los ocho personajes animatrónicos.

## Banda sonora
El 12 de febrero de 2021, Filmtrax LTD lanzó la banda sonora de la película compuesta por Émoi. El productor Grant Cramer interpretó una canción titulada "Just The Way I Roll", que apareció en los créditos finales de la película.
Todas las pistas están escritas por Émoi.

## Estreno
Willy's Wonderland estaba originalmente programado para un estreno mundial en cines el 30 de octubre de 2020, pero se eliminó de la fecha del calendario debido a la pandemia de COVID-19 que provocó el cierre de los cines en todo el mundo. Se anunció el 15 de enero de 2021 que la película estaría disponible para distribución digital y finalmente se lanzó a través de video on demand y un estreno limitado en cines el 12 de febrero de 2021.

### Taquilla
El largometraje recaudó $418,286 en Norteamérica y $38,858 en otros territorios para un total mundial de $457,144, contra un presupuesto de $5 millones.
La película recaudó alrededor de $97.164 dólares en su día de estreno y $107.145 dólares durante los cuatro días del Día del Presidente. Al día siguiente, recaudó $203.886 dólares, Croacia recaudó $12.734 dólares y los Emiratos Árabes Unidos recaudaron $14.191 dólares.

### Crítica
En Rotten Tomatoes, la película tiene un índice de aprobación del 61% basado en 92 reseñas, con una calificación promedio de 5,7/10. El consenso crítico del sitio dice: "Willy's Wonderland no es tan divertido como sugiere su premisa, pero todavía tiene a Nicolas Cage golpeando a los animatrónicos sedientos de sangre, lo cual es bueno." Metacritic, que utiliza un medio aritmético pesado, asignó a la película una puntuación de 44 sobre 100, basándose en 14 críticas, lo que indica "Reseñas mixtas o promedio".
Owen Gleiberman de Variety escribió: "La mascota gigante y peluda de la película slasher de Kevin Lewis sabe lo absurdo que es, pero lo interpreta con claridad". Nick de Semlyn de Empire le dio a la película una puntuación de tres sobre cinco estrellas, concluyendo que "aunque el diálogo y la trama no son gran cosa, ese compromiso con el concepto, combinado con el fanfarrón de Cage, es suficiente para hacer de este un buen momento". Matt Fowler de IGN le dio una puntuación 
6/10 escribiendo que "aquí no es suficiente para obtener altas calificaciones, pero hay muchas matanzas caricaturescas y eso justifica una calificación aprobatoria". Anton Bitel de VODzilla.com otorgó a la película una puntuación de siete sobre diez y dijo: "Está ambientada en un centro de diversión para niños, pero viene con dosis adultas de lenguaje soez, sexo, sangre y muerte". Sus escenarios parecen un poco rutinarios, pero están animados por la locura que Cage aporta a todo".
Kimberley Elizabeth de Nightmare on Film Street le dio a la película una puntuación de 7,5/10 y comentó: "La marca única de las peleas de Nicholas Cage es la gelatina de este animatrónico PB & el sándwich J Horror". Alix Turner de Ready Steady Cut escribió: "Trama tonta, escenas de lucha fabulosas, adolescentes en peligro y mucha sangre". Claro, la película podría haber sido mejor, pero no tenía por qué serlo exactamente: fue completamente entretenida” y le otorgó una calificación de 3,5 sobre 5. Charles Barfield de The Playlist dio una opinión similar y calificó la película con una "B+". Nicolás Delgadillo de DiscussingFilm.net llamó la película "sin disculpas" y "una extraña joya escondida incluida en la ya vasta y ecléctica obra de Cage".
El crítico A.A. Dowd de The A.V. Club describió la película como un "simulacro Five Nights at Freddy's barato".

## Posible secuela
En una entrevista, G. O. Parsons declaró que tenía una idea para una secuela si la película recibe suficiente apoyo. En febrero de 2021, se declaró que se estaba discutiendo activamente una secuela.